# Erfurt-Roter Berg

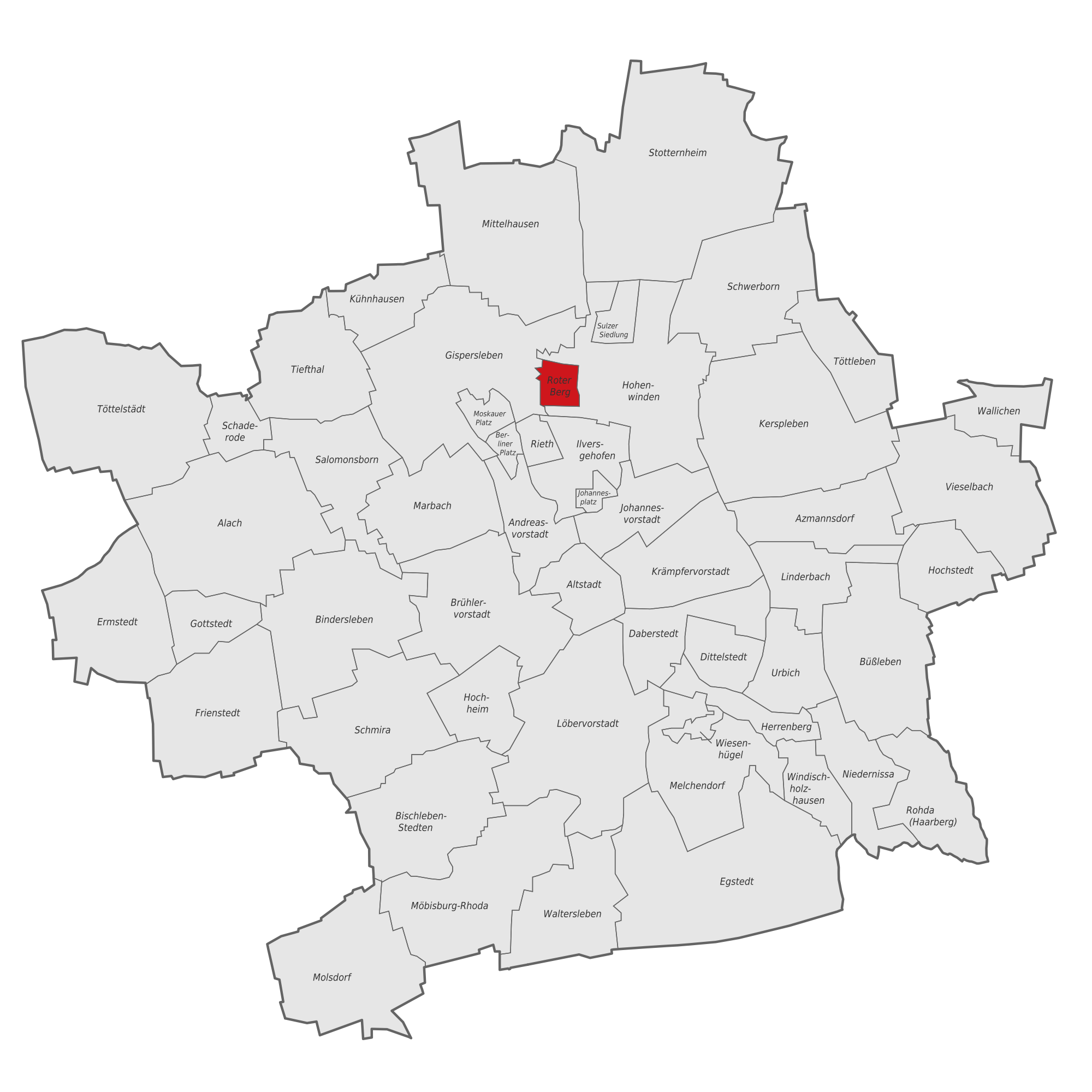
Lage des Roten Bergs in Erfurt

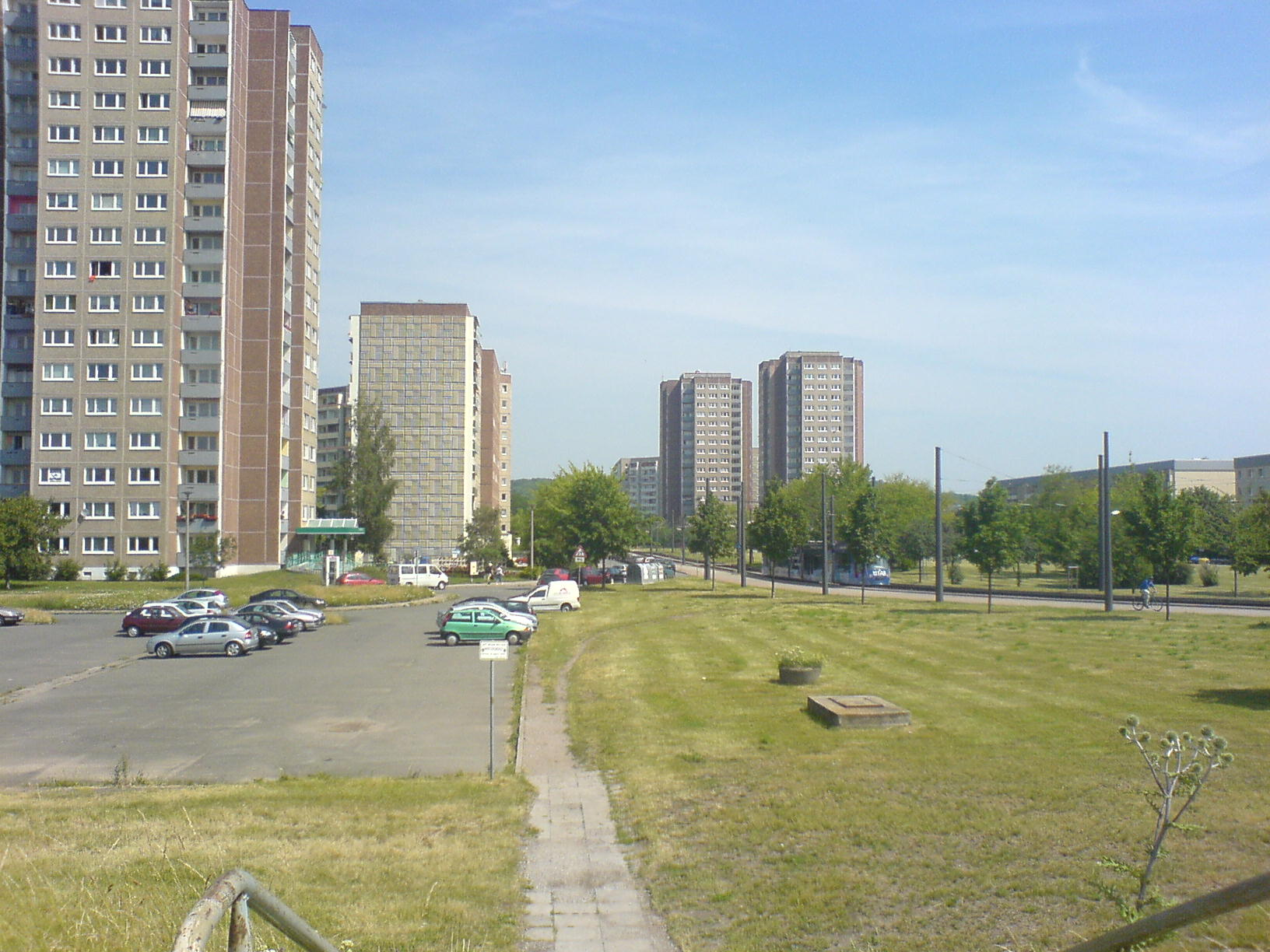
Roter Berg vor den Sanierungen

Roter Berg ist ein Stadtteil im äußersten Norden der thüringischen Landeshauptstadt Erfurt. Benannt ist er nach dem Roten Berg, einer Erhebung nördlich des Stadtteils.
Beim Roten Berg handelt es sich um einen Stadtteil des Plattenbaukomplexes Erfurt-Nord. Er besteht aus vier Teilen mit jeweils ringförmig angeordneten Wohnblocks. So liegt im Südwesten der Karl-Reimann-Ring, im Nordwesten der Julius-Leber-Ring, im Nordosten der Jakob-Kaiser-Ring und im Südosten der Alfred-Delp-Ring.
Der Stadtteil grenzt im Norden an den Roten Berg, auf dem der Thüringer Zoopark Erfurt liegt, im Osten an die zu Hohenwinden gehörende Rote-Berg-Siedlung und im Süden und Westen an Gewerbeflächen, die zu Hohenwinden und Gispersleben gehören.
Mit der Errichtung des Plattenbaugebietes für etwa 15.000 Einwohner wurde 1977 begonnen. Erst 1992 erhielt es einen Straßenbahnanschluss (zunächst Linie 6, seit 2001 Linie 5 in die Innenstadt).
Heute liegen in dem 0,77 km² großen Plattenbaugebiet noch 3.909 Wohnungen in 234 Gebäuden. Einige Blocks wurden infolge des Bevölkerungsrückgangs bereits rückgebaut oder abgerissen.
Dem Trend des Wegzugs und dem damit verbundenen Bevölkerungsrückgang entgegenzuwirken, werden soziale Projekte forciert. Die Entwicklung eines Stadtteilzentrums am Roten Berg wurde im Februar 2008 durch eine Pressemitteilung der Stadt Erfurt publiziert. Dieses Modell läuft zunächst für zwei Jahre. Ebenfalls wird über die Installation eines „Gartens der Generationen“ am Roten Berg nachgedacht. Auf dem Gelände der Kita und des Seniorenclubs (Jacob Kaiser Ring 56) soll eine Generationen übergreifende Begegnungsstätte entstehen.

## Bildung
Im Stadtteil befinden sich drei Kindertagesstätten, eine Gemeinschaftsschule sowie das Heinrich-Hertz-Gymnasium.

## Einwohnerentwicklung
Die Einwohnerzahl des Roten Bergs ist rückläufig. Das Durchschnittsalter von 46,9 Jahren liegt über dem Erfurter Durchschnitt; die Sterberate ist dreimal so hoch wie die Geburtenrate.
Daten der Stadtverwaltung Erfurt, jeweils zum 31. Dezember.
| Jahr | Einwohnerzahl | Entwicklung (1990 = 100 %) | Entwicklung Erfurt (1990 = 100 %) |
| ---- | ------------- | -------------------------- | --------------------------------- |
| 1990 | 13.093        | 100,0                      | 100,0                             |
| 1995 | 12.114        | 92,5                       | 93,4                              |
| 1996 | 11.580        | 88,4                       | 91,9                              |
| 1997 | 10.810        | 82,6                       | 90,6                              |
| 1998 | 9.839         | 75,1                       | 89,3                              |
| 1999 | 9.056         | 69,2                       | 88,0                              |
| 2000 | 8.619         | 65,8                       | 87,6                              |
| 2001 | 8.021         | 61,3                       | 87,4                              |
| 2002 | 7.424         | 56,7                       | 87,2                              |
| 2003 | 7.192         | 54,9                       | 88,0                              |
| 2004 | 6.802         | 52,0                       | 88,4                              |
| 2005 | 6.663         | 50,9                       | 88,5                              |
| 2006 | 6.345         | 48,5                       | 88,4                              |
| 2007 | 5.883         | 44,9                       | 88,5                              |
| 2008 | 5.648         | 43,1                       | 88,5                              |
| 2009 | 5.532         | 42,3                       | 88,8                              |
| 2010 | 5.661         | 43,2                       | 89,2                              |
| 2011 | 5.695         | 43,5                       | 89,8                              |
| 2012 | 5.691         | 43,5                       | 90,4                              |
| 2013 | 5.678         | 43,4                       | 91,1                              |
| 2014 | 5.665         | 43,3                       | 91,7                              |
| 2015 | 5.860         | 44,8                       | 93,3                              |
| 2016 | 5.922         | 45,2                       | 93,9                              |
| 2020 | 6.111         |                            |                                   |

## Wahlen
Quelle: Stadt Erfurt
| Partei          | Stadtrat 2009 | Landtag 2009 | Bundestag 2013 | Europa 2009 |
| --------------- | ------------- | ------------ | -------------- | ----------- |
| Wahlbeteiligung | 30,9          | 42,1         | 48,7           | 30,9        |
| CDU             | 16,6          | 19,8         | 27,2           | 19,8        |
| Die Linke       | 31,3          | 42,4         | 36,4           | 38,2        |
| SPD             | 34,9          | 17,9         | 18,0           | 18,8        |
| Grüne           | 3,3           | 4,9          | 3,4            | 4,0         |
| FDP             | 3,8           | 4,4          | 1,4            | 4,1         |